# クリス・クラッチャー
クリス・クラッチャー（Chris Crutcher, 1946年 - ）は、アメリカ合衆国のヤングアダルト小説家。オハイオ州の生まれで、現在はワシントン州スポーケンに在住。彼の小説や物語の多くは、ワシントン州とアイダホ州を舞台にしている。クラッチャーの作品は、その多くが個人的な問題を抱えた10代の少年たちのスポーツ活動を主たるトピックスとしている。
彼の本には、Whale Talk（2001年、長編、『ホエール・トーク』青山出版社 2004年）、 Staying Fat for Sarah Byrnes（1993年、長編）、Ironman（1995年、長編）、 King of the Mild Frontier（2003年、自伝）、 The Sledding Hill, Chinese Handcuffs（1989年）、 Athletic Shorts（1991年、6編の作品を含む短編集）、 Stotan!（1986年）、 Crazy Horse Electric Game（1987年）、 and Running Loose （1983年）がある。長編7作は、すべてALA（全米図書館協会）のヤングアダルト・ベストブックに選出された。他に、マーガレット・A・エドワーズ賞、ALAN賞なども受賞した。
クラッチャーの短編 "A Brief Moment In The Life of Angus Bethune" （アンガス・ベチューンの人生におけるささやかな瞬間）は、「アンガス」（1995年、日本未公開）というタイトルで映画化された。
彼の作品は、彼の取り上げるテーマや言葉遣いに反感を抱く人々から、しばしば酷評されたこともある。彼はそれに対して、10代の少年たちにとってありふれたものである言語で語るということが重要なのだ、と答えている。彼は作家としての活動のほかに、ファミリー・セラピストや児童擁護の活動も行っている。